# Hotaki
Hotaki – pasztuńska dynastia panująca na terenach dzisiejszego Afganistanu i częściowo Iranu w latach 1709–1738.
Założona została przez Mir Wais Chana, Pasztuna z plemienia Ghilzai z Kandaharu. Mir Wais Chan i jego następcy wystąpili przeciwko perskim Safawidom. Rebelia miała miejsce w roku 1709 w Kandaharze. Hotaki zabili najpierw Gurgin Chana, namiestnika królów perskich w mieście, a następnie pozostałych przedstawicieli panującej w regionie dynastii. Armia pasztuńska pokonała wysłane z Isfahanu wojska perskie.
Mir Wais Chan umarł śmiercią naturalną w roku 1715. Jego syn, Mahmud Chan, wzmocnił armię i w 1722 zajął Isfahan, ogłaszając się szachem, czyli królem Persji. Władcy pasztuńscy uważani byli jednak za uzurpatorów. Okres panowania dynastii Hotaki odznaczał się gwałtownością i licznymi konfliktami. Pasztunom nie udało się na stałe utrzymać kontroli nad państwem. Ich wpływy były słabe, co spowodowane było przede wszystkim wymordowaniem tysięcy cywilów w Isfahanie - nauczycieli religii i członków perskiej rodziny królewskiej.
Pasztunowie zostali wyparci z terenów Persji w październiku 1729 przez Nadir Szacha, założyciela dynastii Afszarydów - bitwa pod Damghan.

## Przedstawiciele dynastii
- Mir Wais Chan (1709–1715)
- Mahmud Chan (1715–1725)
- Ashraf Chan (1725–1729)